# Hofstetten (Kulmain)
Hofstetten ist ein Gemeindeteil der Gemeinde Kulmain im oberpfälzischen Landkreis Tirschenreuth.

## Geografie
Die Einöde liegt nordwestlich des 682 Meter hohen Schwarzberges, der sich im Südwesten des Fichtelgebirges befindet. Hofstetten ist ein Ortsteil der Gemeinde Kulmain und liegt vier Kilometer nördlich von deren Gemeindesitz.

## Geschichte
Die Bayerische Uraufnahme zeigt den Standort der heutigen Einöde noch als gänzlich unbebautes Terrain, das nur von der Straße Kemnath-Brand durchquert wird. Die Fluren im Süden, Südosten und Osten trugen damals den Namen „Hofstatt“, was dem später entstandenen Ortsteil den Namen gab. Seit dem Gemeindeedikt von 1818 gehörte das Flurgebiet um die Einöde zur Ruralgemeinde Lenau. Zum Zeitpunkt der Gemeindegründung gehörten zu dieser noch vier weitere Ortschaften. Nachdem die Gemeinde Lenau im Jahr 1946 noch um den größten Teil der aufgelösten Gemeinde Punreuth erweitert worden war, wurde sie mit der bayerischen Gebietsreform ebenfalls aufgelöst. Im Zuge der damit verbundenen Aufteilung wurde Hofstetten zusammen mit dem Hauptort und einigen anderen Ortsteilen in die Gemeinde Kulmain eingegliedert, die übrigen Ortsteile in die Gemeinde Immenreuth.
Im amtlichen Ortsverzeichnis für Bayern von 1952 war Hofstetten zum ersten Mal aufgeführt worden. Die erste Kartierung des Ortsteils hatte zwar schon 1940 stattgefunden, allerdings wurde dabei nur ein nicht benanntes Wirtshaus in der Karte vermerkt. Der Ortsname „Hofstetten“ am Ort dieses Wirtshauses findet sich erst ab dem Jahr 1973 in der amtlichen topographischen Karte.
| Jahr          | 001950 | 001961 | 001970 | 001987 |
| Einwohnerzahl | 30     | 38     | 7      | 4      |